# ゲオルク・フレゼニウス
ゲオルク・フレゼニウス（Johann Baptist Georg Wolfgang Fresenius、1808年9月25日 - 1866年12月1日）はドイツの医師、植物学者である。

## 略歴
フランクフルト・アム・マインに生まれた。1831年からハイデルベルク大学、ヴュルツブルク大学、ギーセン大学で医学を学び、1829年に博士号を得て、フランクフルトに戻り、臨床医となった。後にアメリカに渡った、医師で植物学者のゲオルク・エンゲルマンと同窓、同年代で親しく、ハイデルベルクの時代から植物学を研究し、医師となった後も趣味として研究を続けた。
1831年からフランクフルトのゼンケンベルク財団が運営する植物園と、ゼンケンベルク自然史協会の植物標本館の学芸員を務め、ゼンケンベルク医学研究所の講師を務めた。ゼンケンベルク医学研究所では、後に有名な植物病理学者、生物学者となるアントン・ド・バリーに顕微鏡を使った生物研究を教えた。1914年にフランクフルト大学が設立されるまで、フランクフルトには大学がなかったので、ゼンケンベルク財団の講師たちがフランクフルトの高等教育を担った。
菌類などの分野でいくつかの種の記載を行った。
オーギュスタン・ピラミュ・ドゥ・カンドールによって、キク科の植物の属名、Fresenia にフレゼニウスの名前がつけられた。

## 著作
- Taschenbuch zum Gebrauche auf botanischen Excursionen in der Umgegend von Frankfurt a. M., enthaltend eine Aufzählung der wildwachsenden Phanerogamen, mit Erläuterungen und kritischen Bemerkungen im Anhange, 2 Bände, Verlag H. L. Brönner, Frankfurt am Main 1832–1833; Digitalisierte Fassung.
- Beiträge zur Mykologie, Verlag H. L. Brönner, Frankfurt 1850–1863.